# Тартесс

Тартессийская держава, её сфера влияния
и близлежащие греческие и финикийские колонии

Тарте́сс (лат. Tartessus, исп. Tartessos) — древний город, существовавший в южной Испании в I тысячелетии до н. э. Основан тартессийцами (по одной версии, это были этруски из Малой Азии, по другой — местные племена турдетаны и турдулы) в тесном взаимодействии с финикийскими колонистами из города Гадир (Гадес). Сведений об истории города сохранилось немного, точно неизвестно даже его месторасположение (согласно большинству источников — в нижнем течении реки Бетис (современный Гвадалквивир).

## Исторические сведения

### Общее описание Тартессийской державы
Тартесс был основан до 1100 года до н. э. и со временем стал центром федерации племён, занимавшей территорию современных Андалусии и Мурсии.
«Сам чрезвычайно богатый серебром, медью, свинцом, которые в больших количествах добывались в горах Сьерра-Морена, Тартесс, кроме того, вместе со своим безымянным предшественником, на протяжении почти 1500 лет был главным посредником при вывозе олова из Британии и при изготовлении бронзы для всех стран Средиземноморья».
«Обычным было для жителей Тартесса вести торговлю в пределах Эстримнид» — отмечал в IV веке н. э. Руф Фест Авиен.
Наибольшее развитие финикийской торговли с Тартессом приходится на VII век до н. э. Тартесс не дал возможности финикийцам обосноваться к западу от Геракловых столпов, но финикийцы сохранили за Столпами свою колонию Гадир (Гадес). Однако финикийцы создали плацдарм на западном побережье Пиренейского полуострова, через колонию Абуль (основана в середине VII веке до н. э.) между двумя поселениями тартессиев, и колонию севернее Санта Олайя.
Абуль располагался на западном побережье Пиренейского полуострова (несколько южнее устья реки Таг), на дороге, шедшей к устью реки от Тартесса. Рядом с Абулем находилось поселение тартессиев у современного города Алкасер-ду-Сал, места находок финикийских, тартессийских и другие изделий, попавших через тартессиев. В этом районе располагались и другие поселения тартессиев, к которым шёл путь к рудным богатствам внутренней Иберии. Путь вдоль атлантического побережья Северной Европы мало интересовал финикийцев, так как эти народы находились на низком уровне социального развития, и финикийцы для получения столь ценимого ими олова предпочитали пользоваться тартессийским морским посредничеством.
На юго-восточном побережье Иберии финикийцы тоже обосновались в местах, откуда дороги вели к рудным богатствам внутренней Иберии. Между финикийскими колониями повсеместно располагались поселения тартессиев, игравшие роль посредников между финикийцами и тартессийским миром долины реки Гвадалквивир. Наиболее населёнными были поселения тартессиев у современных городов Каса де Монтилья, Секси, Серро дель Вильяр, Тосканос.

### Карфагеняне и Тартесс
Связи между карфагенянами и тартессиями были довольно тесными. Карфагеняне получали от тартессиев необходимые им металлы, которые затем экспортировались на Восток. Тартесс с помощью Карфагена открывал неисчерпаемый рынок Востока, приносивший его высшим слоям общества сверхдоходы, что видно из богатейших тартессийских кладов. Взаимная финансовая и торговая заинтересованность привела к обоюдовыгодному сосуществованию Тартессийской и Карфагенской держав.
Поселение у нынешнего города Кастийо де Донья Бланка наглядно показывает взаимоотношения тартессиев и карфагенян. Это было поселение тартессиев со значительным кварталом карфагенян. При этом сами карфагеняне настороженно относились к тартессиям.
Значительна роль в торговле с иностранцами поселения тартессиев у современного города Кастийо де Донья Бланка, располагавшегося на противоположном берегу Кадисского залива недалеко от более известного города тартессиев Онобы (основан в начале VIII века до н. э.). Он обеспечивал связи с рудниками этого района.
Незначительная часть карфагенян поселилась в собственно тартессийской среде, в частности в долине реки Гвадалквивир в районе современного города Крус де Негро. Такие карфагенские анклавы существовали и в других местах Тартессиды.
Однако взаимная торговая выгода мирного сосуществования не исключала и конфронтации. Противостояние началось сразу же при основании финикийцами колонии Гадир (Гадес), осуществившемся лишь с третьей попытки. Сначала колонию попытались основать там, где позже был основан город Секси, а затем в районе будущего города Онобы, но изначально попытки обосноваться у финикийцев (предков карфагенян) были неудачны ввиду противодействия тартессиев. Аналогично тяжело происходила в середине VII века до н. э. карфагенская колонизация берегов судоходного Гвадалквивира, так необходимого Карфагену для сообщения с внутренними районами Тартессиды, где была сосредоточена добыча руд тяжёлых металлов.
Важное значение имело поселение тартессиев у современного города Ла Фонтета, откуда шла дорога к месторождениям руд восточной части долины реки Гвадалквивир. Таким образом, карфагеняне стремились охватить основную территорию Тартессиской державы с юго-востока и запада, так как тартессии не допускали своих карфагенских партнёров к месторождениям (основным источникам своих богатств), что вызывало вооружённую конфронтацию.
Косвенное указание на данную конфронтацию запечатлено финикийским источником, дошедшим до наших дней в виде пророчества Исайи (23:10): «Ходи по земле своей, дочь Таршиша, нет более препоны». Слово «препона», а точнее, «пояс» (mezah), означает пояс карфагенских (финикийских) колоний, опоясывавших земли Таршиша-Тартесса.
Подробно о военном противостоянии между тартессиями и карфагенянами рассказывает Макробий.

### Гибель Тартесса
Власть в Тартессе принадлежала царям (наиболее известен Аргантоний, по свидетельству Геродота, правивший с 630 по 550 годы до н. э.). Впоследствии Тартесс вступил в альянс с греками и после поражения последних в битве за Алалию был уничтожен карфагенянами (около 539 года до н. э. или 535 года до н. э.).
Однако же римские историки описывают тартессиев как активных участников событий, происходивших уже спустя более полувека после этого. Cо слов Макробия, союзник Тартессийской державы (Тартессиды) — тиран Агригента Ферон напал на Гадир (Гадес), но его нападение было отбито карфагенским флотом. Марк Юниан Юстин сообщает, что карфагеняне, отбив нападение тартессиев и сицилийских греков на Гадир (Гадес), сами перешли в наступление и завоевали всю территории современной Андалузии.

## Археология и материальная культура

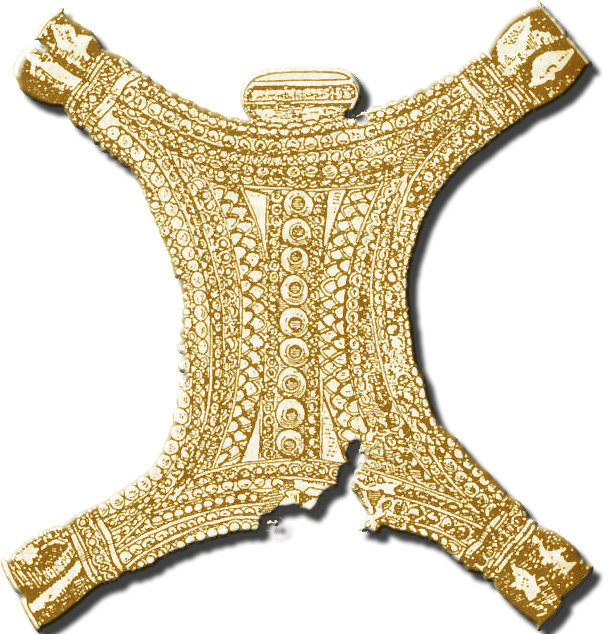
Пектораль (клад из Карамболо)

Большинство археологов считает тартесскую культуру продолжением культур бронзового века юго-западной Иберии. Основное влияние на Тартесс оказала культура Эль-Аргар, существовавшая на крайнем юго-востоке Пиренейского полуострова во II тысячелетии до н. э.
В апреле 2023 года испанский Высший совет по научным исследованиям обнародовал информацию о первых в истории исследования фигурках, изображающих представителей древнего народа Тартесса. Находка была обнаружена во время раскопок в испанской провинции Бадахос.

## Язык и письменность
Тартессийский язык известен по многочисленным топонимам, а также текстам. Он является изолятом, его связи с другими языками не установлены; можно лишь с уверенностью говорить, что он не состоял в родстве с другими известными палеоиспанскими языками, в том числе иберским.
Для записи текстов тартессийцы изобрели палеоиспанское письмо (возможно, происходящее от финикийского, однако видоизменённое почти до неузнаваемости), которое позднее было заимствовано иберами. Его расшифровал в 1930-х годах Мануэль Гомес-Морено. На тартессийских монетах позднего периода надписи выполнены латинским алфавитом и вариантом нумидийского письма.

## Тартесс и Таршиш
Историки отождествляют Тартесс с библейским городом Таршиш, откуда царь Соломон получал богатые грузы. В настоящее время возникла альтернативная версия, что предметы, привозившиеся из Таршиша, были характерны для Индии. Однако данная версия большинством историков считается фантастичной (о якобы имевшем место регулярном плавании индийцев в X веке до н. э. в земли Израильского царства, в том числе ещё более неправдоподобной для индийцев выглядит торговля свинцом, а не более выгодными пряностями). При этом Индия только начала вступать в железный век в X веке, причём лишь в районе побережий реки Инд. К X веку до н. э. в северо-западной Индии начинается железный век. В этот период составляются «Атхарва-веды», — первый древнеиндийский текст, в котором упоминается железо.
Начиная с первого этапа финикийской колонизации Андалусии в южной Испании основным пунктом связи Востока с дальним Западом был Тир. Именно с дальнего Запада доставлялось на Восток значительное количество металлов. В это время важнейшее значение приобретает торговля Тира с Тартессом-Таршишом. Наиболее вероятным считается, что через Тартесс привозившиеся финикийцами средиземноморские изделия проникали в богатый свинцом и оловом северо-запад Испании. Ещё в середине X века до н. э. корабль из Таршиша привозил ко двору израильского царя Соломона (следовательно, и в Тир также) тугоплавкие и драгоценные металлы, а также предметы забавы и роскоши. Об этом свидетельствует финикийский текст, вставленный в пророчество Иезекииля (Иез. 27:12—14).
Финикийский текст, вставленный в пророчество Иезекииля, ясно и недвусмысленно сообщает, что Таршиш за тирские товары рассчитывался свинцом, оловом, серебром. В нём нет никаких упоминаний о золоте, обезьянах, слоновой кости и павлинах, которые навели ряд современных исследователей на мысль об Индии. «Таршишский корабль», торговавший с Соломоном и привозивший все эти южные редкости, ходил в плавание вместе с кораблём, который отправлял царь Тира и Библа Хирам I Великий (I Reg. X:22) на основании соглашения между царями о совместной торговле. Межличностные связи между владыками Тира и Иерусалима были довольно тесными с самого начала царствования Соломона (I Reg. V). Историки плавание «таршишского корабля» относят ко времени совместного правления Хирама I Великого и Соломона (между 965 и 945 годами до н. э.).
Кроме того, древнейшая финикийская надпись на западе найдена на острове Сардиния в городе Hopа (CIS 144), который был главным узлом связи Сардинии с Тартессом. Считается, что изначально Нора была нужна финикийцам именно для обеспечения торгового пути в Тартесс. При этом первая строка надписи читается, как btrss (в Таршише). Через Сардинию переправлялись на Восток западные бронзовые изделия Тартесса, в том числе вертел, характерный для атлантического ареала, найденный захороненным в могиле на Кипре в Аматунте (около 1000 года до н. э.).
Торговое значение Гадира (Гадеса) было первостепенным для торговли Тира и всего Ближнего Востока с Тартессом и атлантическим побережьем Европы и Африки. Гадир (Гадес) располагался в сердцевине тартессийского горного дела. К нему стекались пути от источников месторождений металлов (свинца, олова, серебра, железа, ртути и других), и как порт на берегу Атлантического океана он был тесно связан с атлантической торговлей металлами.

## В современной массовой культуре
Нехватка достоверных исторических сведений о месте нахождения так и не найденной столицы Тартесса придала городу полулегендарный характер. В своих публикациях советский писатель-фантаст В. И. Щербаков пропагандировал идею, что Тартесс мог быть колонией Атлантиды, которая также находилась на западных окраинах античного мира, имела развитую цивилизацию и впоследствии почти бесследно исчезла.
В 1968 году был опубликован фантастический роман и повесть Е. Войскунского и И. Лукодьянова «Очень далёкий Тартесс», в котором последний так же предстаёт последним очагом погибшей культуры атлантов.